# Ratina Z
Ratina Z (* 26. Mai 1982; † 22. Dezember 2010) war eine Hannoveranerstute und gilt als das erfolgreichste Championatspferd im Springreiten. Zusammen mit ihrem Reiter Ludger Beerbaum gewann sie zahlreiche Springen im Einzel und in der Mannschaft. Bevor Beerbaum die braune Hannoveranerstute in Beritt nahm, ritt sie vorher der Niederländer Piet Raijmakers.
Sie wurde 2000 in die Zucht gegeben, verblieb aber bis zum Tode auf Ludger Beerbaums Anlage in Riesenbeck, wo auch eine Bronzestatue von ihr errichtet wurde.

## Abstammung
Der Vater von Ratina Z ist Ramiro Z (Z steht für das Gestüt Zangersheide im belgischen Lanaken). Die Mutter, Argentina Z, ist eine Tochter von Almé Z und Heureka Z. Heureka selbst erreichte mit Hermann Schridde eine Vielzahl von Erfolgen im Springreiten, so gewannen beide im Jahr 1970  den Großen Preis von Aachen.

## Zuchtlaufbahn
Ratina Z hatte bereits 1986 und 1988 jeweils ein Fohlen. Das zweite Fohlen ist der in der Zucht eingesetzte Hengst Rex Z, der aus einer Inzucht mit dem Vollbruder von Ratina Z, Rebel I Z, stammt. Von Rex Z wiederum stammen mehrere im internationalen Sport erfolgreiche Springpferde ab, so zum Beispiel die 1996 geborene Stute Remember Z (mit der der rumänische Reiter Andy Candin an mehreren internationalen Großen Preisen sowie am Deutschen Springderby teilnahm) oder auch Regina Z (im Jahr 2000 geborene Stute, mit Harrie Smolders mehrfache Teilnahme an Nationenpreisen für die Niederlande).
Ein erfolgreicher Sohn von Ratina Z ist der im Jahr 2000 geborene, in der Zucht eingesetzte Hengst Crown Z, mit dem Judy-Ann Melchior in mehreren internationalen Großen Preisen gestartet ist.
Ein weiterer Sohn Ratinas wurde sogar Vize-Bundeschampion: Der 2005 geborene Westfalenhengst Comme il faut wurde 2010 Vize-Weltmeister der fünfjährigen Springpferde und ein Jahr später Vize-Bundeschampion der sechsjährigen Springpferde, beide Male von Franz-Josef Dahlmann geritten. Inzwischen wird Comme il faut von Marcus Ehning geritten. Ihr Enkel Checker 47 wurde 2024 mit Christian Kukuk Olympiasieger.
Von Ratina Z wurde mehrfach geklont.

## Erfolge
Olympia
- Silber 1992 Barcelona (unter P. Raijmakers) Einzel
- Gold 1992 Barcelona (unter P. Raijmakers) Mannschaft
- Gold 1996 Atlanta Mannschaft (Ratina Z verletzte sich und konnte im Einzel nicht mehr antreten)

Weltmeisterschaften
- Gold 1994 Den Haag Mannschaft und bestes Pferd im Finale mit Pferdewechsel

Europameisterschaften
- Gold 1997 Mannheim (nach Verletzung) Einzel
- Gold 1997 Mannheim (nach Verletzung) Mannschaft

Weltcupsiege
- 1993

Sonstige
- 1996: Preis der Aachener und Münchener Versicherungen, der Große Preis von Aachen (Platz 1)

Ratina Z wurde 1997 zum Pferd des Jahres gewählt. In Aachen befindet sich zu Ehren des Tieres eine Ratina Z – Allee im Bereich des CHIO-Stadions. Im Gestüt Zangersheide, wo jährlich die Weltmeisterschaft der fünf- bis siebenjährigen Springpferde stattfindet, trägt das Hauptstadion den Namen Ratina Z Arena.